# 데니 레인
데니 레인(Denny Laine, 1944년 10월 29일~2023년 12월 5일)은 영국의 음악가, 가수, 작곡가이자 기타 연주자이다. 그는 무디 블루스의 원 멤버였고, 1964년 첫 히트곡인 〈Go Now〉를 불렀다. 그리고 1971년에서 1981년까지 폴 매카트니와 함께 윙스의 멤버로 지냈다.

## 생애
레인은 버밍엄에서 태어났으며 야들리 그래미 스쿨에서 재학, 소년 시절 집시 재즈의 전설 장고 라인하르트의 영향 아래서 기타를 잡기 시작했다. 12세에 음악가로서 처음 활동을 시작하였고, 데니 레인 & 더 디플로매츠의 프론트맨으로서 전문적인 음악 경력을 시작했다. 이 밴드에는 훗날 무브와 일렉트릭 라이트 오케스트라에 활동할 드러머 베브 베번이 소속되었다.
1964년 레인은 더 디플로매츠를 떠나 마이크 핀터의 무디 블루스에 합류하였고, 그들의 첫 히트곡 〈Go Now〉를 불렀다. 레인은 1966년 10월 밴드를 그만두었으며, 그가 무디 블루스 시절 마지막으로 참여한 음반은 〈Life's Not Life〉/He Can Win〉이었다. 그의 자리는 저스틴 헤이워드로 대체되었다.
무디 블루스에서 나간 뒬 일렉트릭 스트링 밴드를 1966년 12월 결성, 그는 기타와 보컬, 트레버 버튼은 기타, 비브 프린스가 드럼을 맡았다. 일렉트릭 라이트 오케스트라와 비교하였을 때 드럼과 전자 현악기 편성이라는 점에서 다르다. 레인과 버튼은 1969년 2월 밴드 볼즈로 떠나고 밴드는 1971년 해산된다. 두 명 모두 1970년 진저 베잇커스 에어 포스에서 뛰기도 했다. 볼즈에서는 오직 〈Fight for My Country〉/〈Janie, Slow Down〉이라는 하나의 싱글만 영국 위저드 레코드를 통해 발표했다.
1971년 레인은 폴 매카트니의 윙스에 가입했고, 1981년 해체까지 10년동안 머무르게 된다. 레인은 여기서 리드 및 리듬 기타, 리드 및 백 보컬, 건반, 베이스 기타, 목관 악기를 연주하였고, 때로 멤버들과 협력하여 곡을 작곡하였다. 매카트니가 존 레논 피살 사건 이후로 투어를 기피하던 시기 레인은 탈퇴를 하겠다고 발표했다. 그는 윙스 탈퇴 이후 스크래치 레코드에 계약하여 음반 《Anyone Can Fly》 등을 발표하며 솔로 활동을 시작했다.